# Gravel and Tar Classic
La Gravel and Tar Classic és una carrera ciclista professional d'un dia que es disputa a la regió de Manawatu-Wanganui, a Nova Zelanda. La cursa té un recorregut d'uns 130 km, amb inici i final a Palmerston North i inclou en el seu recorregut sectors de grava que sumen uns 40 km. Es disputa des del 2016 i des del 2018 forma part de l'UCI Oceania Tour amb una categoria 1.2.

## Palmarès
| Any  | Vencedor         | Segon            | Tercer           |         |
| ---- | ---------------- | ---------------- | ---------------- | ------- |
| 2016 | Logan Griffin    | Alex West        | Alexander Ray    |         |
| 2017 | Robert Stannard  | Alex West        | Glenn Haden      |         |
| 2018 | Ethan Berends    | Michael Torckler | Hayden McCormick |         |
| 2019 | Luke Mudgway     | Ryan Christensen | Cyrus Monk       |         |
| 2020 | Hayden McCormick | Luke Mudgway     | Samuel Volkers   |         |
| 2021 | Aaron Gate       | Luke Mudgway     | Ryan Christensen |         |
| 2022 | suspesa          | suspesa          | suspesa          | suspesa |
| 2023 | Ben Oliver       | James Fouche     | Paul Wright      |         |
| 2024 | Josh Burnett     | Boris Clark      | Tali Lane Welsh  |         |